# Kumaná
El kumaná (cumaná) és una llengua chapacurana possiblement extingida. Diversos noms atribuïts a la llengua a Campbell (2012) són Torá, Toraz (diferent del torá), i cautario, l'últim potser després del riu local i Abitana-Kumaná (diferent de l'abitana).
A més, hi ha una llengua chapacurana anomenada "Kujubim" (Kuyubí, Cojubím), que encara es parla. L'endònim, "Kaw To Yo" (o "Kaw Tayó", que significa "menjadors de peixos payara"), pot ser la font del riu i el nom de la llengua cautario. Les fonts que enumeren una no en detallen l'altra, de manera que poden ser el mateix idioma.

## Vocabulari
El vocabulari conjubim de Sampaio & da Silva (2011):
| glossa                      | Conjubim      |
| --------------------------- | ------------- |
| ‘Jo (1sg)’                  | pa            |
| ‘tu (2sg)’                  | ma            |
| ‘nosaltres (1pl)’           | ti            |
| ‘molts'                     | napa          |
| ‘un’                        | tan           |
| ‘dos'                       | wakoran       |
| ‘gran’                      | pu            |
| ‘petit’                     | pe            |
| ‘dona’                      | tana'man      |
| ‘home (adult masculí)’      | namankon      |
| ‘nen’                       | rato          |
| ‘persona (home individual)’ | piten         |
| ‘ocell’                     | pune          |
| ‘gos'                       | kinam         |
| ‘poll’                      | piw           |
| ‘arbre’                     | pana          |
| ‘llavor’                    | tukayn        |
| ‘fulla (botànica)’          | tan           |
| ‘arrel (botànica)’          | toka ijn pana |
| ‘carn humana’               | nawa zip      |
| ‘sang’                      | wik           |
| ‘os'                        | pat           |
| ‘ou’                        | pariz         |
| ‘greix’                     | mapum         |
| ‘bamya’                     | tataw         |
| ‘cua’                       | kipun         |
| ‘cabell’                    | tunam upek    |
| ‘cap’                       | pupek         |
| ‘orella’                    | tenetet       |
| ‘ull’                       | tok           |
| ‘nas'                       | pul           |
| ‘dent’                      | jat           |
| ‘llengua (anatomia)’        | kapajak       |
| ‘ungla’                     | tupi          |
| ‘peu’                       | tinak         |
| ‘genoll’                    | toko zimtinak |
| ‘mà’                        | pepeje tipan  |
| ‘panxa’                     | takawta       |
| ‘cor (òrgan)’               | tuku rutim    |
| ‘fetge’                     | tawan         |
| ‘beure’                     | tok           |
| ‘menjar’                    | kaw           |
| ‘mossegar’                  | kiw           |
| ‘cendra’                    | pop           |
| ‘cremar’                    | pop           |
| ‘veure’                     | kirik         |
| ‘escoltar’                  | rapat         |
| ‘dormir’                    | pupiyn        |
| ‘morir’                     | pinĩ          |
| ‘matar’                     | puru          |
| ‘nedar’                     | mara kujan    |
| ‘volar’                     | ze            |
| ‘caminar’                   | wana          |
| ‘reclinar’                  | titim         |
| ‘seure’                     | pe            |
| ‘aixecar’                   | pak           |
| ‘donar’                     | ni            |
| ‘sol’                       | mapitõ        |
| ‘lluna’                     | panawo        |
| ‘estrella’                  | pipojõ        |
| ‘aigua’                     | kom           |
| ‘pluja’                     | pipan narikom |
| ‘sorra’                     | tinak         |
| ‘terra’                     | tinak         |
| ‘tabac’                     | ju'e          |
| ‘foc’                       | pite          |
| ‘vermell’                   | siwí          |
| ‘blanc’                     | towa          |
| ‘nit’                       | pisim         |
| ‘calent’                    | nok           |
| ‘fred’                      | tiw           |
| ‘ple’                       | pẽpe          |
| ‘bo’                        | nami          |
| ‘rodó’                      | pu            |
També hi ha disponible una llista de paraules amb 793 ítems de Rodrigues Duran (2000).